# Telêmaco Augusto Enéas Morosini Borba
Telêmaco Augusto Enéas Morosini Borba (Curitiba, 15 de septiembre de 1840 - Tibagi, 23 de noviembre de 1918) fue un político y escritor brasileño.
Hijo del capitán Vicente Antonio Rodrigues Borba y de la uruguaya Joana Hilaria Morosini, era también hermano del Coronel Rogério Morosini Borba.
Fue alcalde de Tibagi y diputado estatal de Paraná Participó en la Revolución Federalista de 1894, lo que le valió, al final de la revuelta, meses de exilio en Uruguay.
Murió a los setenta y ocho años, víctima de la gripe, en Tibagi.